# Distretto di Bulgan (Bajan-Ôlgij)
Il distretto di Bulgan è uno dei quattordici distretti (sum) in cui è suddivisa la provincia del Bajan-Ôlgij, in Mongolia. Conta una popolazione di 5.528 abitanti (censimento 2009). 